# Higashisonogi
Higashisonogi (東彼杵町?) è una cittadina giapponese della prefettura di Nagasaki.